# Перне-Дюше, Жозеф

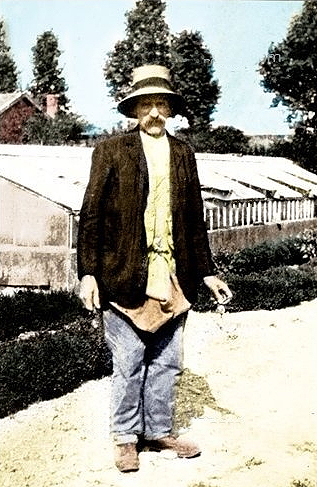

Жозеф Перне-Дюше (1851—1928) — французский селекционер роз.

## Биография
Родился недалеко от Лиона в 1851 году в семье розовода Жана Перне (Jean Pernet, 1832—1896).
В 1879 году начал свою карьеру в питомнике «Ducher» созданного Клодом Дюше и принадлежащего его вдове Марии Серлен. В 1882 году женился на дочери владельца питомника Марии Дюше и добавил к своей фамилии фамилию жены «Pernet-Ducher». Через некоторое время вдова Дюше передаёт права директора своему зятю. Объединив два семейных предприятия, Жозеф Перне-Дюше основывает новую компанию — «Лионские розы Перне-Дюше». В 1898 году покинув Лион, молодая семья поселяется в Венисьё.
Одной из самых первых новинок Жозефа Перне-Дюше стала роза 'Madame Caroline Testout' (1890). Роза создана по заказу модной парижской портнихи Каролины Тесту (Caroline Testout). Сорт оказался одним из самых продаваемых на протяжении десятилетий. В 1920 году в парках, садах и вдоль дорог Портленда (Орегон, США) были посажены десятки тысяч 'Madame Caroline Testout'. Четыре года спустя Перне-Дюше выпускает серебристую 'Madame Abel Chatenay' (1894), ставшую столь же известной. За ней следуют 'Antoine Rivoire' (1895) и другие чайно-гибридные сорта. В 1898 году Жозеф создаёт 'Soleil d'Or' (1900), что в переводе означает «Золотое Солнце». Это был революционный прорыв в селекции роз. Такой ярко-жёлтой розы, с оттенком меди и апельсина, ещё не было в мире. 'Soleil d'Or' положила начало новому направлению в селекции, ориентированному на насыщенность и нюансы оттенков.
На основе нескольких сортов роз, происходящих от 'Soleil d'Or' был выделен новый класс — пернецианские розы (Pernetiana). Впоследствии, в процессе бесконечных скрещиваний, пернецианские розы так смешались с другими чайно-гибридными сортами, что утратили свою исключительность и входящие в него сорта были отнесены к классу чайно-гибридные розы. На территории России, а затем СССР, термин «пернецианские розы» прижился и сохранился по сей день. К ним относят розы, цветущие крупными махровыми цветками с оранжевыми, розово-оранжевыми, жёлтыми, ярко-оранжево-красными лепестками, которые иногда имеют разные тона сверху и снизу. Листья ярко-зелёные, у многих сортов сверху блестящие молодые листья нередко имеют бронзовый оттенок. Пернецианские розы обильно и непрерывно цветут, имеют приятный аромат, хорошо выносят известковые почвы и засушливый климат. По росту, общему габитусу растений и зимостойкости пернецианские розы сходны с чайно-гибридными.
За время его жизни Перне-Дюше его розы собрали 135 премий и медалей. В частности в период между 1907 и 1925 годами, 13 раз выигрывал золотую медаль на ежегодном Конкурсе Багатель (Международный конкурс роз в Париже).
Неподалёку от питомников Перне-Дюше жил и работал его племянник Шарль Дюше (Charles Ducher), вице-президент Французского Общества Розоводов и создатель нескольких интересных сортов роз.
Двое сыновей Жозефа погибли во время Первой мировой войны. В их память Жозеф Перне-Дюше назвал два сорта роз: 'Souvenir de Claudius Pernet' и 'Souvenir de Georges Pernet'. Жозеф передал свой бизнес Jean Gaujard в 1924 году.
В 1923 году Перне-Дюше на садоводческой выставке в Лиможе встречает своего старого друга Раймона Гожара. Тот знакомит Жозефа с сыном, двадцатилетним студентом Парижского Агрономического института Жан-Мари Гожаром (Jean-Marie Gaujard). Именно он после смерти своего учителя продолжит дело Перне-Дюше.  Жозеф Перне-Дюше умирает в 1928 году в возрасте 69 лет.
Известный немецкий селекционер Вильгельм Кордес I называл Жозефа Перне-Дюше «Гранд Мастер».
В настоящее время шестое поколение семьи Дюше представляет Фабьен Дюше (Fabien Ducher). В 2000 году Фабьен начинает заниматься историей семьи и розами созданными предками. Многие сорта находятся в Австралии и Новой Зеландии. В своём питомнике в Шатонёф (Châteauneuf-sur-Loire) Фабьен собирает разнообразные розы и выпускает каталог «Розы старинные и современные, Розарий Фабьена Дюше, 42800 Шатонёф», где из 200 наименований старинных роз, находятся около ста сортов селекции Дюше, Перне и Перне-Дюше. Почти все сорта создаваемые Фабьеном Дюше имеют названия, касающиеся либо истории розоводства, либо истории садоводства Франции.

## Сорта
По данным HelpMeFind.com
- 'Adèle de Bellabre'
- 'Admiral Ward'
- 'Ambrogio Maggi'
- 'Amélie de Bethune'
- 'André Gamon'
- 'Andrée Roux'
- 'Angèle Pernet' (чайно-гибридная роза, 1924)
- 'Antoine Rivoire' (чайно-гибридная роза, 1895)
- 'Aspirant Marcel Rouyer'
- 'Beauté de Lyon' (Pernetiana, 1910)
- 'Beauté Lyonnaise' (чайно-гибридная роза, 1895)
- 'Belle Cuivrée' (Pernetiana, 1924)
- 'Bénédicte Seguin'
- 'Billard et Barré'
- 'Capitaine Georges Dessirier'
- 'Charles de Legrady'
- 'Château de Clos-Vougeot'
- 'Cissie Easlea'
- 'Colonel Leclerc'
- 'Comte H. de Choiseul'
- 'Comte Henri Rignon'
- 'Comtesse de Breteuil'
- 'Constance' (pernetiana, 1915)
- 'Cuba' (pernetiana, 1926)
- 'Édouard Gautier'
- 'Élégante' (чайно-гибридная роза, 1918)
- 'Entente Cordiale' (чайно-гибридная роза, 1909)
- 'Étienne Rebeillard'
- 'Étoile de Feu' (чайно-гибридная роза, 1921)
- 'Étoile de France'
- 'Étoile d'Or' (чайно-гибридная роза, 1931)
- 'Eugène Boullet'
- 'Ferdinand Batel'
- 'Ferdinand Chaffolte'
- 'Ferdinand Jamin' (чайно-гибридная роза, 1896)
- 'Franklin' (чайно-гибридная роза, 1918)
- 'Georges Chesnel'
- 'Georges Pernet'
- 'Gustave Piganeau'
- 'Gustave Régis'
- 'Instituteur Sirdey'
- 'Jean C.N. Forestier'
- 'Jean Noté'
- 'Joseph Hill'
- 'Joseph Pernet d'Annemasse'
- 'Jules Gaujard'
- 'Julien Potin'
- 'Kidwai'
- 'La Fraîcheur' (чайно-гибридная роза, 1891)
- 'Laurent Carle' (чайно-гибридная роза, 1907)
- 'Lawrence Johnston' (climber, 1905)
- 'Le Progrès'
- 'Le Rêve'
- 'Léon Chenault'
- 'Lieutenant Chauré'
- 'L'Innocence'
- 'Louise Catherine Breslau'
- 'Lucile Rand'
- 'Lyon Rose'
- 'Madame Abel Chatenay'
- 'Madame Cadeau Ramey'
- 'Madame Caristie Martel'
- 'Madame Caroline Testout' (чайно-гибридная роза, 1890)
- 'Madame Charles de Luze'
- 'Madame Charles Lutaud'
- 'Madame Colette Martinet'
- 'Madame Edmond Gillet'
- 'Madame Edmond Rostand'
- 'Madame Édouard Herriot'
- 'Madame Eugénie Boullet'
- 'Madame Hector Leuillot'
- 'Madame Henri Paté'
- 'Madame Henri Queuille'
- 'Madame Jenny Gillemot'
- 'Madame Joseph Godier'
- 'Madame Lucien Baltet'
- 'Madame Maurice de Luze'
- 'Madame Méha Sabatier'
- 'Madame Mélanie Soupert'
- 'Madame Nicolas Aussel'
- 'Madame Paul Olivier' (чайно-гибридная роза, 1903)
- 'Madame Pernet-Ducher'
- 'Madame Philippe Rivoire'
- 'Madame Ravary'
- 'Madame Théodore Delacourt'
- 'Mademoiselle Alice Furon'
- 'Mademoiselle Bertha Ludi'
- 'Mademoiselle Germaine Caillot'
- 'Mademoiselle Germaine Trochon'
- 'Mademoiselle Hélène Gambier'
- 'Mademoiselle Pauline Bersez'
- 'Mademoiselle Simone Beaumez'
- 'Maison Pernet-Ducher'
- 'Manecca'
- 'Marquise de Sinéty'
- 'Marquise Litta'
- 'Monsieur Bunel'
- 'Monsieur Paul Lédé'
- 'Mrs. Aaron Ward'
- 'Mrs. Arthur Robert Waddell'
- 'Mrs. Beckwith'
- 'Mrs. Bullen'
- 'Mrs. Farmer'
- 'Mrs. T. Hillas'
- 'Olympiad' (hybrid tea, 1931)
- 'Président Bouché'
- 'Président Chérioux'
- 'Président Vignet'
- 'Prince de Bulgarie'
- 'Professeur Déaux'
- 'Raymond'
- 'Rayon d'Or' (Pernetiana, 1910)
- 'Reine Astrid'
- 'Renée Wilmart-Urban'
- 'Reverend Williamson'
- 'Rhodophile Gravereaux'
- 'Roi Alexandre'
- 'Rose d'Amour' (чайно-гибридная роза, 1928)
- 'Rosella Sweet'
- 'Rudolph Valentino'
- 'Sénateur Belle'
- 'Sénateur Mascuraud'
- 'Serge Basset'
- 'Séverine'
- 'Simone de Chevigné'
- 'Soleil d'Or'
- 'Souvenir de Claudius Pernet'
- 'Souvenir de Clermonde'
- 'Souvenir de George Beckwith'
- 'Souvenir de Georges Pernet'
- 'Souvenir de Gustave Prat'
- 'Souvenir de Madame Boullet'
- 'Souvenir de Madame Eugène Verdier' (чайно-гибридная роза, 1894)
- 'Souvenir du Président Carnot'
- 'Sunburst' (чайно-гибридная роза, 1911)
- 'Toison d'Or' (чайно-гибридная роза, 1921)
- 'Totote Gélos'
- 'Ville de Paris'
- 'Violoniste Émile Lévêque'
- 'Viscountess Enfield'
- 'Willowmere'

## Интересные факты
- Во Франции 28 мая 1999 года, ко дню открытия 8-й Международной конференции по старинным розам была выпущена почтовая марка с изображением розы 'Madame Caroline Testout'  созданной Жозефом Перне-Дюше в 1890 году[7].